# Кам'яниця Сави Туптала
Кам'яни́ця Са́ви Тупта́ла — кам'яний будинок XVII сторіччя, який належав Саві Тупталові, батькові майбутнього митрополита Димитрія Ростовського, козацькому сотникові, соратникові Богдана Хмельницького та ктиторові Кирилівського монастиря.
Розташовувався на вулиці Хорива між сучасними будинками № 2-А і № 4, що на Подолі в Києві.

## Історія ділянки

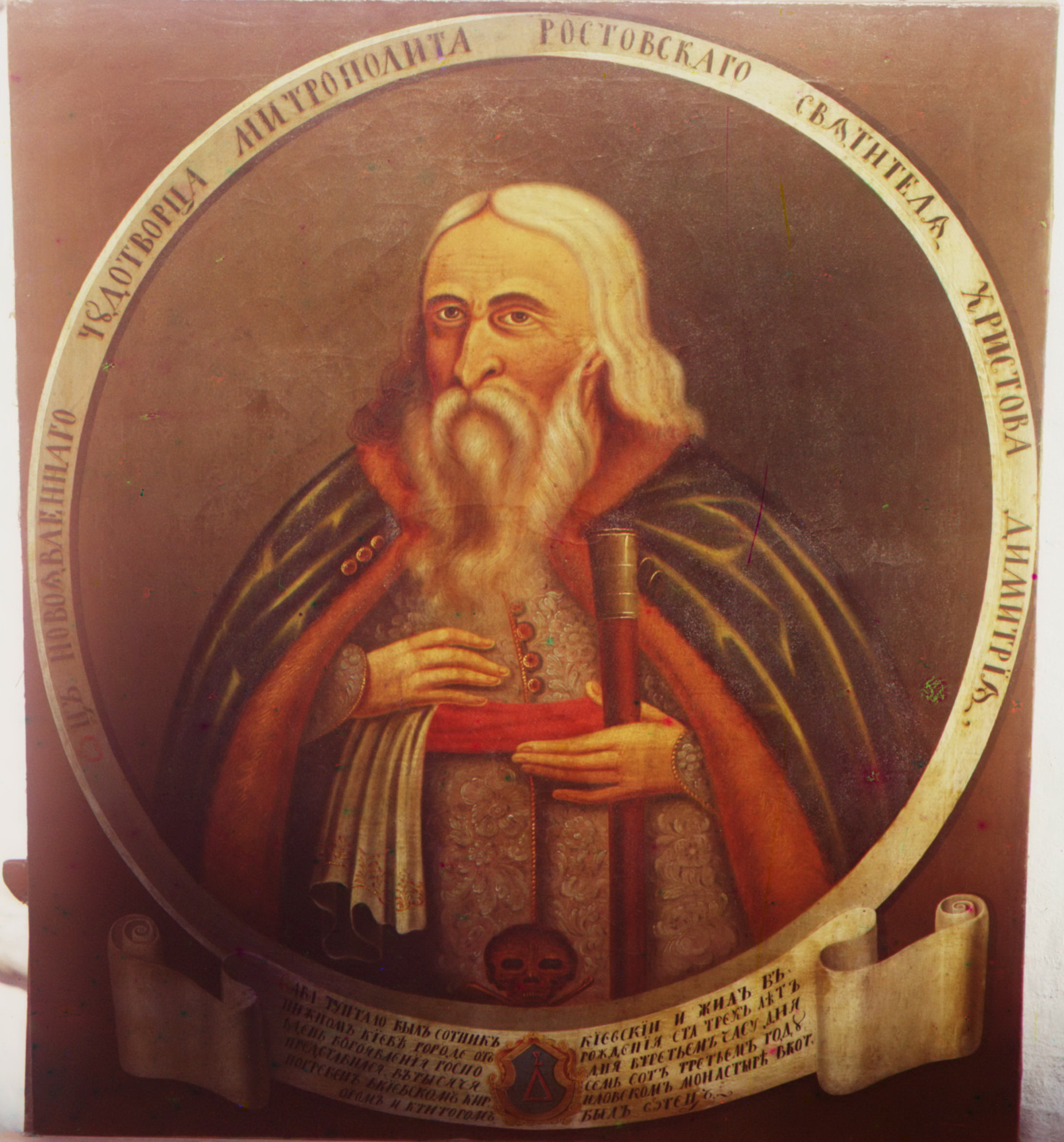
Сава Туптало

Пляц (садиба) на Подолі між церквою Миколи Притиска і Флорівським монастирем спочатку належав вірменинові Салтановському.
1666 року ділянку викупив Сава Туптало, який 1660 року приїхав із родиною до Києва. На той час йому було за 60 років. Але оскільки сотник ще міцно тримався у сідлі, його призначили збирати «митне» — плату за переправу через річку Ірпінь. 1684 року поруч із ним оселився ігумен Кирилівського монастиря Інокентій Монастирський. Як зазначено в акті купівлі, він придбав за 1000 злотих (досить високу ціну, як на той час) садибу з будинком і садом «близ пляцу неґдись Салтановського, на котром тепер мешкає пан Сава Туптало, сотник козацький київський».
Сава заповів кам'яницю церкві Миколи Притиска. Його найменша дочка Параскева не виконала волю батька. Однак згодом переписала будинок на Кирилівський монастир, у володінні якого він був до 1786 року.

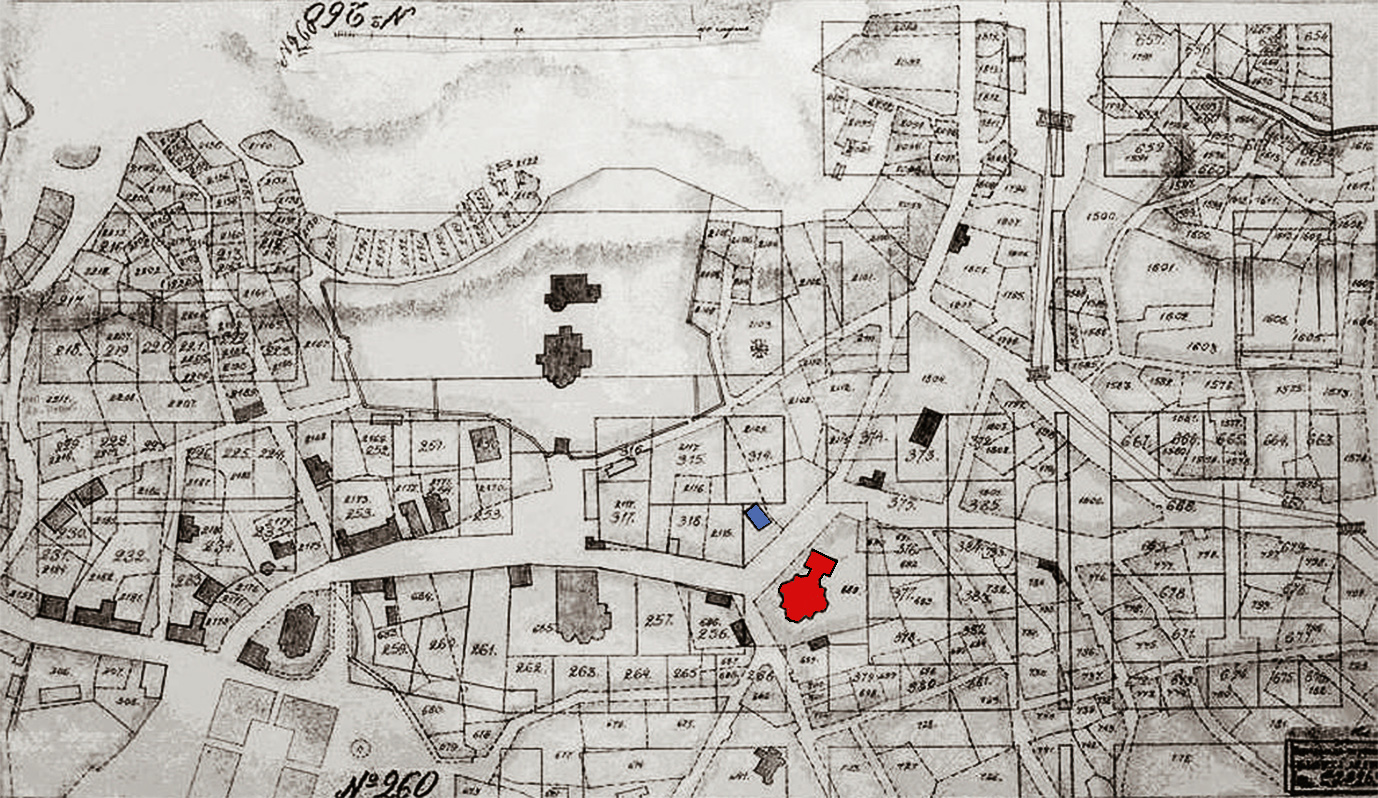
Кам'яниця Туптала (синя) і церква Миколи Притиска (червона) на плані Подолу архітектора Андрія Меленського (1812)

Кам'яниця значно постраждала від великої пожежі 1811 році. Однак її не розібрали. За станом на 1834 рік, як ішлося в тодішній скарзі, будівля стояла «геть поганенькою». Окрім того, її чоловий фасад спотворювали «незаконні добудови». За планом відновлення Подолу тут визначили квартал № 116. 1813 року Київський магістрат на цій території виділив земельні ділянки попереднім власникам, якими були купець першої гільдії Матвій Мединцов із родиною, купець першої гільдії Павло Лобко з дружиною Дар'єю, дочкою Вірою і зятем Петром Клобуцьким, підполковник Ляшкевич і його дружина, сестра якої була одружена з міським архітектором Андрієм Меленським. Власне «кам'яна з льохами будівля» Туптала розташовувалася на ділянці Ляшкевичів (№ 2115, за тодішньою нумерацією).
У 1831—1832 роках купець третьої гільдії Федір Курлюков викупив ці ділянки за борги їхніх власників й об'єднав в одну садибу. Клобуцький деякий час боровся в суді, марно намагаючись повернути свій маєток. Близько 1836 року, за повідомленнями краєзнавця Лаврентія Похилевича, Курлюков розібрав кам'яницю Туптала.

## Архітектура

«Будинок Артемихи», у стилі якого, імовірно, спорудили кам'яницю Туптала

Лаврентій Похилевич зі слів старожилів-подолян описав будинок, як «одноповерхову кам'яницю зі склепінням».
Оскільки зображення будинку не збереглось, описати його спробував Микола Закревський. Дослідник порівнював кам'яницю з будинком Артемихи XVIII сторіччя, який стояв неподалік. Її мурована, крита черепицею кам'яниця була зведена у добу Гетьманщини «на манір німецько-польської архітектури XVII сторіччя», коли панувало італійське бароко, «з розірваними або дугоподібними фронтонами та ламаними пілястрами».